# Римеса ди Аљано (Лука)
Римеса ди Аљано је насеље у Италији у округу Лука, региону Тоскана.
Према процени из 2011. у насељу је живело 69 становника. Насеље се налази на надморској висини од 607 м.